# René Poruba
René Poruba (* 24. července 1973 Ostrava) je český manažer, který byl od září 2011 do května 2012 pověřen řízením Ředitelství silnic a dálnic ČR.
Vzdělání získal na Ekonomicko-správní fakultě Masarykovy univerzity v oboru Ekonomie a v oboru Finanční podnikání (dokončil v roce 1996). Působil jako ředitel úseku výstavby Ředitelství silnic a dálnic ČR. Po rezignaci generálního ředitele ŘSD Jiřího Švorce 5. září 2011 byl pověřen řízením této organizace. Z tohoto postu byl 11. května 2012 odvolán ministrem dopravy Pavlem Dobešem. Jako řádný generální ředitel jej nahradil David Čermák.
V rámci své pracovní činnosti připravoval (mimo jiné) změnu státní příspěvkové organizace Ředitelství silnic a dálnic na jinou formu, patrně akciovou společnost či státní podnik.
Mediálně byl znám ze sporu Ředitelství silnic a dálnic a stavební společností Eurovia CS o ostravský úsek dálnice D1, kde Ředitelství silnic a dálnic reklamovalo větší množství závad (údajně 901 případů). Případ byl prezentován jako „zvlněná ostravská dálnice“. Jeho odvolání bylo provázeno spory s ministrem dopravy Pavlem Dobešem, které svědčily o politickém pozadí této personální změny. Patrně úzce souvisely s případem Víta Bárty, faktického vůdce strany Věci veřejné. Před rozpadem strany Věci veřejné (a vzniku platformy Karolíny Peake, později LIDEM) přicházela v úvahu varianta, aby René Poruba byl ministrem dopravy. Stal se tedy jako podřízený člověk ministra Dobeše jeho konkurentem. Později po svém odvolání odmítl návrat na své původní zařazení u Ředitelství silnic a dálnic, kam byl nominován Věcmi veřejnými v roce 2010. Odmítl jakoukoliv spolupráci s Dobešem a jím dosazeným Davidem Čermákem.